# جاناتان اسلاک
جاناتان اسلاک (انگلیسی: Jonathan Grounds؛ زادهٔ ۲ فوریهٔ ۱۹۸۸) بازیکن فوتبال اهل بریتانیا است.
از باشگاه‌هایی که در آن بازی کرده‌است می‌توان به باشگاه فوتبال اولدهام اتلتیک، باشگاه فوتبال یئوویل تاون، باشگاه فوتبال هیبرنین، باشگاه فوتبال چسترفیلد، باشگاه فوتبال نوریچ سیتی، باشگاه فوتبال بیرمنگام سیتی، و باشگاه فوتبال میدلزبرو اشاره کرد.